# Geactiveerd complex
In de scheikunde is een geactiveerd complex een overgangstoestand in een chemische reactie die het gevolg is van een effectieve botsing tussen moleculen en bestaat tussen het verbreken van oude bindingen en het vormen van nieuwe. 

## Overzicht
Als moleculen botsen wordt een deel van hun kinetische energie omgezet in potentiële energie. Als er genoeg energie wordt omgezet, raken de oude bindingen voldoende verstoord om een geactiveerd complex te vormen. Nieuwe bindingen kunnen er dan gevormd worden. In dit korte interval van het verbreken van oude en het vormen van nieuwe bindingen, bevindt het botsende geheel zich in een overgangstoestand. In deze overgangsstructuur bestaan een aantal tijdelijke bindingen. De exacte structuur van zo'n complex is vaak moeilijk te bepalen, maar is belangrijk om het reactiemechanisme te begrijpen.
Het geactiveerde complex ligt op het maximum in een plot waarbij de energie uitgezet is tegen de voortgang van de reactie.